# 北海道モデラーズエキシビション
北海道モデラーズエキシビション（ほっかいどうモデラーズエキシビジョン）とは、北海道札幌市で年1回開催されている模型展示会のこと。英文表記はHOKKAIDO  MODELER'S  EXHIBITION、通称HME。
AFV、飛行機、艦船、鉄道、キャラクターなどのジャンルを問わず、様々な模型が有志によって展示される。

## 概要
1987年より「札幌モデラーズエキシビション」の名称で第1回が開催され、1991年の第5回開催より現在の名称に変更される。第1回から1999年第13回開催まで札幌市民会館（現：札幌市民ホール）で開催されていたが、翌年の第14回開催よりサッポロファクトリーイベントプラザに場所を移す。このころには参加グループも20を超えるなど、アマチュア開催としては比較的規模の大きい展示会へ成長した。2005年第19回開催からは開催場所を同じサッポロファクトリー内のファクトリーホールへと移した。